# Ngnié Kamga
Pour les articles homonymes, voir Kamga.
Ngnié Kamga de son vrai nom Joseph Nkwi Ngnie Kamga est le chef supérieur Bandjoun.

## Biographie

### Enfance, éducation et débuts
Joseph Ngnié Kamga est né le 14 décembre 1934 à Bandjoun. Il est le fils de Kamga II et de Nono. Après le BEPC , il est aussi diplômé de l'Administration et de l’ institut des hautes Études d’Outre-mer à Paris.
Il est le frère consanguin du précédent roi, Fotué Kamga. Il est administrateur civil de métier et préfet de Mfou lorsque survient la mort précoce de son frère Fotué Kamga.

### Carrière
Il est employé de l'administration de 1964 à décembre 1989. Il sera sous-préfet et conseiller aux affaires juridiques et financières auprès du Gouverneur de la région du Centre - Sud Préfet de la Mefou le 3 septembre 1983, il devient Chef Supérieur des Bandjoun le 15 septembre 1984 à la mort de Fotué Kamga. Celui ci n'ayant pas d'enfant en age de régner sur Bandjoun. De 1985 à 1997, il est maire de Bandjoun. 

#### Pendant le maquis en pays Bamiléké
Réunis par Maurice Delauney avec d'autres chefs bamiléké, Joseph Kamga, lui reproche la libération d'upécistes après les émeutes de 1955 : « Ce sont eux maintenant qui viennent nous tuer, accuse-t-il. Promettez-nous maintenant qu'on ne les reverra plus jamais, sinon, il nous est impossible de vous aider. ». Daniel Kemajou, chef de Bazou, et anti- upéciste  et nouveau maire de Nkongsamba, ajoutera « Qu'on nous laisse faire justice nous-mêmes... Laissez faire les chefs bamiléké ».

Il meurt dans la nuit du 5 au 6 décembre 2003 à Paris.